# Nomadness
Nomadness is een muziekalbum van de Britse band Strawbs. Na de tournees door de Verenigde Staten en een plotseling negeren binnen hun thuisland na de succesvolle albums Hero and Heroine en Ghosts zijn Dave Cousins en John Hawken overspannen. Toch moest er een nieuw album komen. John Hawken heeft zich al teruggetrokken voor de opnamen. Cousins vond later dat het album qua kwaliteit niet aansloot bij Ghosts, dat is aan het album niet af te horen. Het is minder zwaar dan zijn voorganger, maar dat was toen de algemene tendens. Na de opnamen van het album stort de boel helemaal in, een treffende gelijkenis van de akkoordenval in de laatste track opgenomen in deze samenstelling: The Promised Land. Strawbs wordt tijdelijk opgeheven, bij gebrek aan waardering bij het thuispubliek en uitblijven van een Amerikaanse tournee.
Vanwege het vertrek van Hawken is het album volgespeeld met gasttoetsenisten, per track verschilt de pianist. Het album is opgenomen in Chelsea.
Het album kwam in een bootleg op compact disc uit, deze is vermoedelijk vanaf een Compact cassette overgezet; er zitten beschadigingen in de opname, waar de tracks tegenover elkaar stonden op de cassette. De officiële release van het album kwam in augustus 2008 met twee bonustracks [*], die als proef waren opgenomen in april 1974.

## Musici
- Dave Cousins – zang, gitaar
- Dave Lambert – zang, gitaar
- Chas Cronk – basgitaar, zang
- Rod Coombes – slagwerk, zang
- Tony Carr – congas
- Jack Emblow – accordeon
- Tommy Eyre, John Lumley-Saville, John Mealing – toetsen [1]
- Rick Wakeman - toetsen (9)
- Tom Allom – cymbalum.

## Composities
1. To be free (Cousins)
2. Little sleepy (Lambert)
3. The golden salamander (Cousins)
4. Absent friend (how I need you) (Cousins)
5. Back on the farm (Cousins)
6. So shall our love die? (Cousins)
7. Tokyo Rosie (Cousins)
8. A mind of my own (Coombes)
9. Hanging in the gallery (Cousins)
10. The promised land (Cronk)
11. Still small voice (Cousins) [*]
12. It's good to see the sun (Cousins) [*]

Absent friend is een compositie uit de begintijd van Strawbs en heette toe How I need you. Na de break-up komt in 1976 plotseling het album Deep Cuts uit, het geluid van de band is dan totaal veranderd.